# Pero buckleyi
Pero buckleyi là một loài bướm đêm trong họ Geometridae.